# 文錦渡口岸
文錦渡口岸（ぶんきんとこうがん、マンガムドこうがん）は中華人民共和国広東省深圳市羅湖区と香港特別行政区新界の間に位置する出入境検査場。国境開放時間は旅客は7:00から20:00、貨物は7:00から22:00
文錦渡口岸は改革開放以前に設置された2つの中港国境の一つであり、香港向けの生鮮食料品の輸出拠点として使用された。1978年に改革開放政策が採用されると、同年10月に自動車用橋梁が、1985年2月には新たな自動車専用橋梁が建設され、出入境車両がそれぞれ別の橋梁を利用して往来するようになった。2005年2月、深圳河の河岸工事に伴い旧橋梁は撤去され現在使用される橋梁の運用が開始された。
皇崗口岸の運用開始された1997年以降は貨物がそちらに分散されたこともあり、また旅行者にとり交通の便が悪いこともあり他の口岸に比べ閑散としている。
旅行者が国境を越える場合、香港・中国の審査場が離れているため徒歩での通関はできず、何らかの連絡バスに乗ることになる。香港MTR上水駅に隣接の上水広場バスターミナルへのバスが運行されており、このバスで審査場間の移動もできる。

2010年2月から、出入境検査場ビルの改装工事で閉鎖されていたが2013年8月下旬から再開された。

## 主要アクセス

### 深圳
- 文錦渡バスターミナル:恵州市や汕頭市、廈門市等への中長距離便が運行されている
- 無料シャトルバス:市内東門の麗都酒店、太陽百貨との間を連絡している
- 北へ約500mに深圳地下鉄9号線文錦駅（中国語版）がある

### 香港
- 文錦渡快線:上水広場との間を連絡している
- その他:上記以外に粉嶺、九龍塘等を連絡するバスが運行されている
- 香港ディズニーランドや香港国際空港との間のバスも本数は少ないながら運行されている